# 朱塞佩·德·史帝法諾

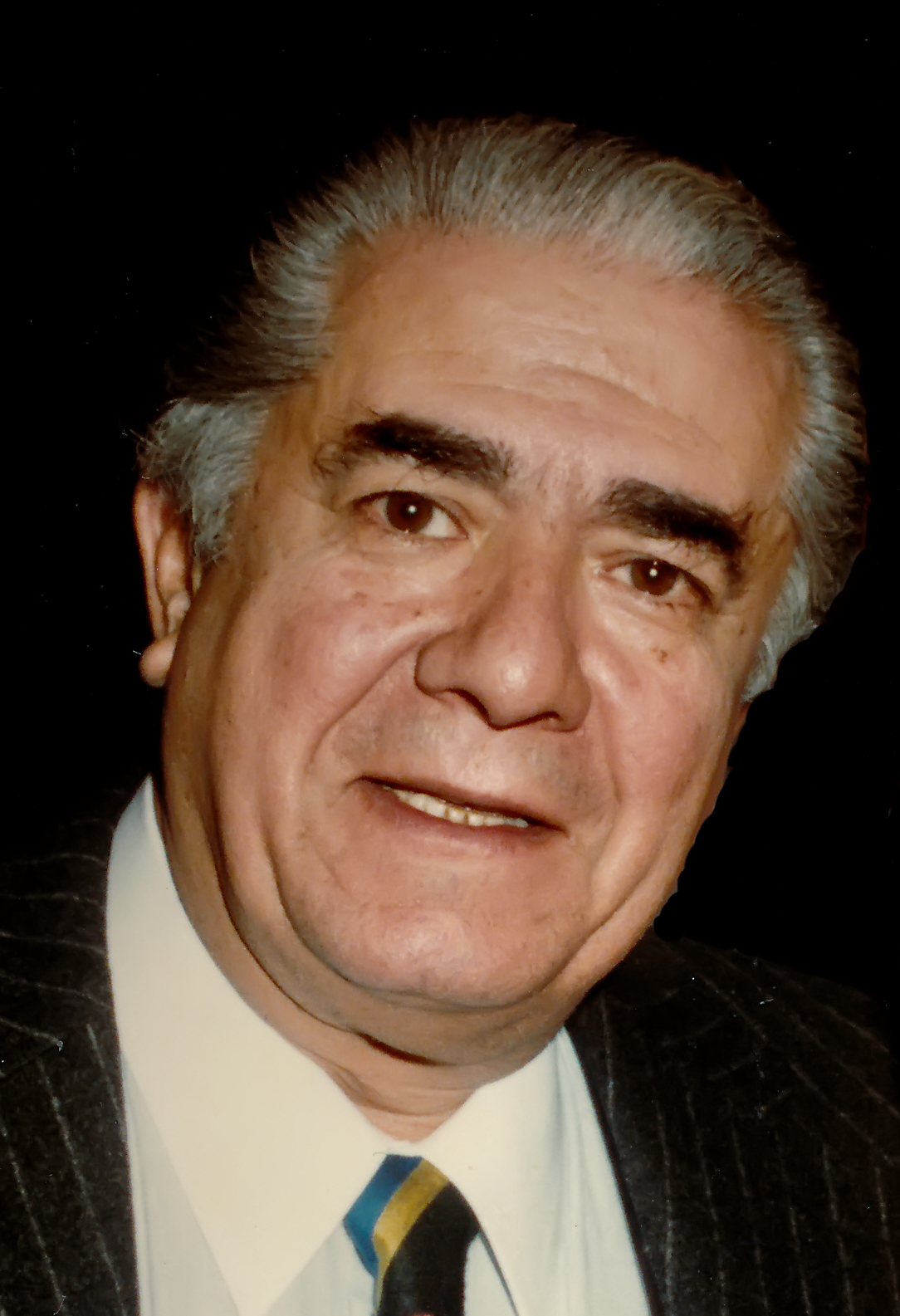
朱塞佩·德·史帝法諾 (1983)

朱塞佩·德·史帝法諾（義大利語：Giuseppe Di Stefano，1921年7月24日—2008年3月3日），義大利著名男高音歌劇唱家，歌唱生涯頂峰時期橫跨1940年代末到1970年代初。而史帝法諾與著名女高音瑪麗亞·卡拉絲的長期合作，還有因此而生的緋聞也令他聲名大噪於一時。

## 生平
德·史帝法諾出生於意大利西西里島上卡塔尼亞市附近，名為莫塔·聖安娜斯塔西亞村（Motta Sant'Anastasia）。父親是退役的武裝騎警，在家當鞋匠，而母親則是一名裁縫。德·史帝法諾曾就讀於當地耶穌會的神學院，一度考慮要成為神父。
但在1946年，德·史帝法諾在北意大利里吉奥·艾米利亚-罗马涅区歌剧院主演了儒勒·马斯内的《玛侬》，開始了自己的歌劇生涯。次年，他首次在米蘭斯卡拉大劇院主演了同一個角色。1948年，德·史帝法諾首次在紐約大都會歌劇院首演威爾第《弄臣》中的曼都瓦公爵，自此多次定期到紐約獻唱。1957年，他首次在英國登台，在愛丁堡音樂節中出演葛塔諾·多尼采蒂《愛情靈藥》中的男主角。而1961年首次在倫敦皇家歌劇院登台，主演普契尼的《托斯卡》。
德·史帝法諾作為歌劇唱家，以清晰的發音、獨特的音質和熱情的表演而著稱，而他以甜美溫柔腔調演唱的能力，更是為人所稱道。他在紐約大都會歌劇院的首次經電台廣播演出的《浮士德》中，他唱一個強的高音C時，隨即馬上轉成極弱的高音C。在紐約大都會歌劇院總經理魯道夫·冰爵士，就曾說過這高音就是他任職多年以來聽到過的，來自人類喉嚨最美的聲音。德·史帝法諾的聲音屬於抒情男高音，但他卻接下不少偏重的角色，極大消耗他的嗓音。這使得他在1960年代被迫結束了他的歌唱生涯。他也曾意大利音樂界的奧斯卡獎──金奧菲奧獎（gold Orfeo）
1973年，他開始陪伴卡拉絲作最後一輪全球巡演。到了次年，巡演計劃為能完成便由於兩人嗓音的惡化而終止了。德·史帝法諾的最後一次登台在1992年7月，出演普契尼《圖蘭多》中的皇帝一角。
據報，著名男高音盧奇亞諾·帕瓦羅蒂曾經把德·史帝法諾作為自己的榜樣，尤其是在2007年9月帕氏逝世，這一說法引起大眾的興趣。但有趣的是帕瓦羅蒂在倫敦皇家歌劇院的首演，就是在1963年時救德·史帝法諾的場，替補他出演《波希米亚人》中的男主角。但在1992年，公共电视网（PBS）節目《帕瓦羅蒂和意大利男高音》（Pavarotti and the Italian Tenor）裡一位歌唱教練指出，德·史帝法諾聲音上有一大缺陷，就是沒有把頭聲和胸聲，好好結合（passaggio）。

## 錄音

### 和卡拉絲的錄音
德·史帝法諾的輝煌時期雖短，但仍和卡拉絲作對手戲，留下不少著名的景點錄音在EMI公司的名錄下，主要全劇錄音有：
- 《拉美莫爾的露契亞》- 1953
- 《清教徒》- 1953
- 《鄉村騎士》 - 1953
- 《托斯卡》 - 1953
- 《丑角》 - 1954
- 《弄臣》 - 1955
- 《游唱诗人》 - 1956
- 《波希米亞人》 - 1956
- 《面具舞會》 - 1956
- 《瑪儂·雷斯考特》 - 1957

另外1973年11月到12月期間，兩人還和倫敦交響樂團合作為飛力浦唱片錄製了二重唱專輯，雖從未正式發行，但曾出現過「盜版」在市面銷售。

### 其他錄音
除了和卡拉絲合作錄音，德·史帝法諾也和维多利亚·德·洛斯·安赫莱斯合作錄下了《蝴蝶夫人》（1954）還和安東妮耶塔·斯特拉、提托·戈比錄下了《茶花女》（1955），也是由EMI發行。
而在迪卡唱片公司，与Fernando Corena錄下了《愛情靈藥》（1955，和希爾德·葛登、費爾南多·科里娜合作）、《船女喬孔達》（La Gioconda，1957）、《命運之力》（1958）和另外一套《托斯卡》（1962，卡拉揚指揮維也納愛樂，李奧汀·普萊絲擔綱主演）。
而在Ricordi公司，德·史帝法諾則留下了《拉美莫爾的露契亞》的全劇立體聲錄音，女主角為雷纳塔·史科朵，1958年斯卡拉大劇院的版本。
1995年，VAI公司發行了德·史帝法諾在新奧爾良演出《波希米亞人》的現場錄音，另外還有1962年錄製的馬賽內《曼儂》選段。
1951年，德·史帝法諾曾於卡耐基音樂廳，在托斯卡尼尼指揮下主唱威爾第的《安魂彌撒》，現場錄音後由RCA公司所發行。

## 晚年
德·史帝法諾在2004年11月在肯尼亞遇襲重傷。當時德·史帝法諾和妻子正在印度洋畔渡假勝地蒙巴薩附近的別墅，準备駕車離開時，遭不明身分人士偷襲。遇襲後一個星期，德·史帝法諾經歷數次手術後，依然神志不清，需要靠靜脈注射代替進食。其後他被送回米蘭救治，但2007年12月，他終究陷入昏迷狀態。2008年3月3日他終究不治身亡於米蘭北方的桑塔瑪麗亞胡市（Santa Maria Hoè）的家中。